# Cruzeiro Esporte Clube (féminines)
Pour les articles homonymes, voir Cruzeiro.
Maillots
Actualités
La section féminine du Cruzeiro Esporte Clube est un club brésilien féminin de football basé à Belo Horizonte dans le Minas Gerais.

## Histoire
En 2019, la CONMEBOL et la CBF rendent obligatoire la création d'une section féminine. Cruzeiro lance donc un projet de football féminin, recrute notamment l'internationale Paula Vicenzo et débute en deuxième division. Pour sa première saison, l'équipe termine vice-championne de Série A2, synonyme de promotion dans l'élite, et remporte le Mineirão, le championnat d'état. Le club ne s'y investit cependant pas complètement aux débuts, notamment lorsque la section masculine était en échec. Les équipes de jeunes sont ainsi supprimées en 2020.
À partir de 2022, le club investit de plus en plus dans sa section féminine. Le staff est étoffé, et l'équipe s'entraîne progressivement avec les mêmes équipements que la section masculine. En 2022, Cruzeiro évite de justesse la relégation et perd en finale du Mineirão, face à l'Atlético-MG.
Le club recrute la star de Palmeiras Byanca Brasil en 2023. Cette saison-là, l'équipe retrouve son titre en Mineirão et se qualifie pour la première fois pour les quarts de finale du championnat.
En 2024, Cruzeiro atteint la finale de supercoupe, perdue contre Corinthians (1-0). En championnat, le club s'arrête en quarts de finale face à Palmeiras.

## Palmarès
Supercoupe du Brésil (0) :
- Finaliste en 2024

Mineirão (3) :
- Champion en 2019, 2023 et 2024

## Rivalités
Le rival local de Cruzeiro est l'Atlético Mineiro.